# لپناتس (مویکوواس)
لپناتس (به لاتین: Lepenac) یک منطقهٔ مسکونی در مونته‌نگرو است که در مویکوواس واقع شده‌است. لپناتس ۳۸۲ نفر جمعیت دارد.